# I Will Wait
I Will Wait is een nummer van de Britse band Mumford & Sons. Het nummer verscheen op hun album Babel uit 2012. Op 7 augustus van dat jaar werd het nummer uitgebracht als de eerste single van het album.

## Achtergrond
"I Will Wait" stamt af van een ander nummer, genaamd "Nothing Is Written", dat werd geschreven in 2010, maar nooit werd opgenomen. Mumford & Sons lieten een vroege versie van het nummer horen tijdens de Grammy Awards in 2010, waarin het refrein ("I will wait, I will wait for you") nog niet was verwerkt, in een arrangement waarin het akoestische ritme van een arpeggione, gespeeld door zanger en schrijver van het nummer Marcus Mumford, een belangrijke rol speelt. De videoclip van het nummer, opgenomen in het Red Rocks Amphitheatre in Morrison, Colorado, is geregisseerd door Fred & Nick.
Het nummer bereikte de top 10 in de hitlijsten in Nieuw-Zeeland, Ierland, Canada en Schotland. In zowel het Verenigd Koninkrijk als de Verenigde Staten bereikte het de twaalfde plaats, waardoor het in beide landen de grootste hit is van de band. In Vlaanderen bereikte het de veertiende positie in de Ultratop 50, maar in Nederland werd de Nederlandse Top 40 of zelfs de Tipparade niet gehaald. Wel piekte het op de 34e plaats in de Single Top 100. Het tijdschrift Rolling Stone zette "I Will Wait" op de dertiende plaats in hun lijst van de beste nummers van 2012. Het nummer is te spelen in de videogame Guitar Hero Live. Het nummer werd genomineerd in de categorieën "Best Rock Performance" en "Best Rock Song" tijdens de Grammy Awards en in de categorie "Best Rock Video" op de MTV Video Music Awards, maar won geen prijzen.

## Hitnoteringen

### Single Top 100
| Hitnotering: 15-09-2012 t/m 24-11-2012 | Hitnotering: 15-09-2012 t/m 24-11-2012 | Hitnotering: 15-09-2012 t/m 24-11-2012 | Hitnotering: 15-09-2012 t/m 24-11-2012 | Hitnotering: 15-09-2012 t/m 24-11-2012 | Hitnotering: 15-09-2012 t/m 24-11-2012 | Hitnotering: 15-09-2012 t/m 24-11-2012 | Hitnotering: 15-09-2012 t/m 24-11-2012 | Hitnotering: 15-09-2012 t/m 24-11-2012 | Hitnotering: 15-09-2012 t/m 24-11-2012 | Hitnotering: 15-09-2012 t/m 24-11-2012 | Hitnotering: 15-09-2012 t/m 24-11-2012 | Hitnotering: 15-09-2012 t/m 24-11-2012 |
| Week                                   | 1                                      | 2                                      | 3                                      | 4                                      | 5                                      | 6                                      | 7                                      | 8                                      | 9                                      | 10                                     | 11                                     |                                        |
| -------------------------------------- | -------------------------------------- | -------------------------------------- | -------------------------------------- | -------------------------------------- | -------------------------------------- | -------------------------------------- | -------------------------------------- | -------------------------------------- | -------------------------------------- | -------------------------------------- | -------------------------------------- | -------------------------------------- |
| Positie                                | 68                                     | 52                                     | 43                                     | 45                                     | 34                                     | 45                                     | 41                                     | 58                                     | 46                                     | 64                                     | 84                                     | uit                                    |

### NPO Radio 2 Top 2000
| Nummer met noteringen in de NPO Radio 2 Top 2000 | '12  | '13 | '14 | '15 | '16 | '17 | '18 | '19 | '20 | '21 | '22 | '23 | '24 |
| ------------------------------------------------ | ---- | --- | --- | --- | --- | --- | --- | --- | --- | --- | --- | --- | --- |
| I Will Wait                                      | 1149 | 214 | 434 | 436 | 531 | 642 | 498 | 594 | 643 | 706 | 742 | 784 | 753 |

1. ↑  Een vetgedrukt getal geeft de hoogste notering aan.
2. ↑  2012 was het eerste jaar met een notering voor dit nummer.